# Stolzenberg (Posterstein)
Stolzenberg ist ein Ortsteil von Posterstein im Landkreis Altenburger Land in Thüringen.

## Lage und Verkehr
Stolzenberg liegt an der Kreisstraße 503 westlich von Posterstein und östlich von Ronneburg. Die Anschlussstelle zur Bundesautobahn 4 befindet sich in der Gemarkung sowie die vorbeiführende Bundesstraße 7. Nördlich des Orts verläuft die Bahnstrecke Gera–Gößnitz, deren nächster Halt sich in Ronneburg befindet. 
Die Flur des weilerartigen Dorfes liegt im Einzugsgebiet der Sprotte im Lösshügelland um Ronneburg und Schmölln (Ronneburger Acker- und Bergbaugebiet). Westlich befindet sich die Stadt Gera. Das Gebiet um Ronneburg war lange Zeit vom Wismut-Bergbau belastet.

## Geschichte
Im Jahre 1420 fand die urkundliche Ersterwähnung von Stolzenberg statt. Stolzenberg gehörte zum wettinischen Amt Altenburg, welches ab dem 16. Jahrhundert aufgrund mehrerer Teilungen im Lauf seines Bestehens unter der Hoheit folgender Ernestinischer Herzogtümer stand: Herzogtum Sachsen (1554 bis 1572), Herzogtum Sachsen-Weimar (1572 bis 1603), Herzogtum Sachsen-Altenburg (1603 bis 1672), Herzogtum Sachsen-Gotha-Altenburg (1672 bis 1826). Bei der Neuordnung der Ernestinischen Herzogtümer im Jahr 1826 kam der Ort wiederum zum Herzogtum Sachsen-Altenburg. 
Nach der Verwaltungsreform im Herzogtum gehörte Stolzenberg bezüglich der Verwaltung zum Ostkreis (bis 1900) bzw. zum Landratsamt Ronneburg (ab 1900). Das Dorf gehörte ab 1918 zum Freistaat Sachsen-Altenburg, der 1920 im Land Thüringen aufging. 1922 kam es zum Landkreis Gera.
Am 1. Juli 1950 wurde Stolzenberg nach Posterstein eingemeindet. Bei der zweiten Kreisreform in der DDR wurden 1952 die bestehenden Länder aufgelöst und die Landkreise neu zugeschnitten. Somit kam Stolzenberg als Ortsteil der Gemeinde Posterstein mit dem Kreis Schmölln an den Bezirk Leipzig, der seit 1990 als Landkreis Schmölln zu Thüringen gehörte und bei der thüringischen Kreisreform 1994 im Landkreis Altenburger Land aufging. 50 Bewohner lebten 2012 im Ortsteil.
Nach dem Zweiten Weltkrieg entwickelte sich in der Region um Ronneburg der Uranerzbergbau der SDAG Wismut. Zwischen 1956 und 1960 wurde zwischen der Bundesautobahn A4 im Norden und Stolzenberg im Süden der "Tagebau Stolzenberg" aufgefahren. Seine Fläche betrug 7,0 ha mit den Abmessungen 350 m × 140 m. Seine maximale Teufe lag bei 264 m NN (ca. 30 m unter der Rasensohle). Während der Laufzeit wurden 92,0 t Uran gewonnen. Zwischen 1974 und 1977 wurde der Tagebau Stolzenberg mit Material aus der Teufe der Schächte in Beerwalde verkippt und mit Kulturboden abgedeckt. Im Rahmen der Renaturierung wurde die Halde Stolzenberg zwischen 1977 und 1979 teilweise profiliert und die Böschungen abgeflacht. Heute wird die ca. 16 ha große Halde (einschließlich Haldenvorfeld) forstwirtschaftlich genutzt.

## Persönlichkeiten
- Veit Ulrich von Beulwitz (1899–1934), Politiker (NSDAP) und ranghoher SA-Führer sowie als einer der Getöteten des sogenannten Röhm-Putsches
- Gerhard Vogel (1921–2012), Schriftsteller
- Irmhild Barz (* 1943), Germanistin, Linguistin und Hochschullehrerin